# 铰剪藤
铰剪藤（学名：Holostemma annulare）为夹竹桃科铰剪藤属的植物。分布在印度以及中国大陆的贵州、广西、广东、云南等地，生长于海拔500米至1,500米的地区，多生长于丘陵棘丛荒坡上，目前尚未由人工引种栽培。

## 别名
较剪藤（中国种子植物科属辞典）

## 异名
- Holostemma annulare (Roth.) K. Schum.